# Antje Tietz
Antje Tietz (* 3. März 1969 in Weißenfels) ist eine deutsche Politikerin (PDS). Sie war von 1990 bis 1998 Abgeordnete im Landtag von Sachsen-Anhalt.

## Ausbildung und Leben
Antje Tietz besuchte zehn Klassen der POS. Nach dem Abitur absolvierte sie ein dreijähriges Fachschulstudium an einer Medizinischen Fachschule und arbeitete als Krankenschwester.
Antje Tietz ist ledig und hat ein Kind.

## Politik
Antje Tietz war Mitglied der PDS und Mitglied des Kreisvorstandes Dessau. Sie wurde bei der ersten Landtagswahl in Sachsen-Anhalt 1990 nicht direkt in den Landtag gewählt, rückte jedoch für Günter Scholz am 7. Januar 1992 in den Landtag nach. Bei der Landtagswahl 1994 wurde sie über die Landesliste gewählt.